# Văn học Ý
Văn học Ý là nền văn học viết bằng tiếng Ý, chủ yếu là nền văn học của nước Ý. Cũng có thể kể đến văn học viết bởi người Ý hoặc là văn học viết ra ở nước Ý nhưng bằng ngôn ngữ khác, thường là các ngôn ngữ gần gũi với tiếng Ý hiện đại.

## Văn học La Tinh trước thời Trung Cổ

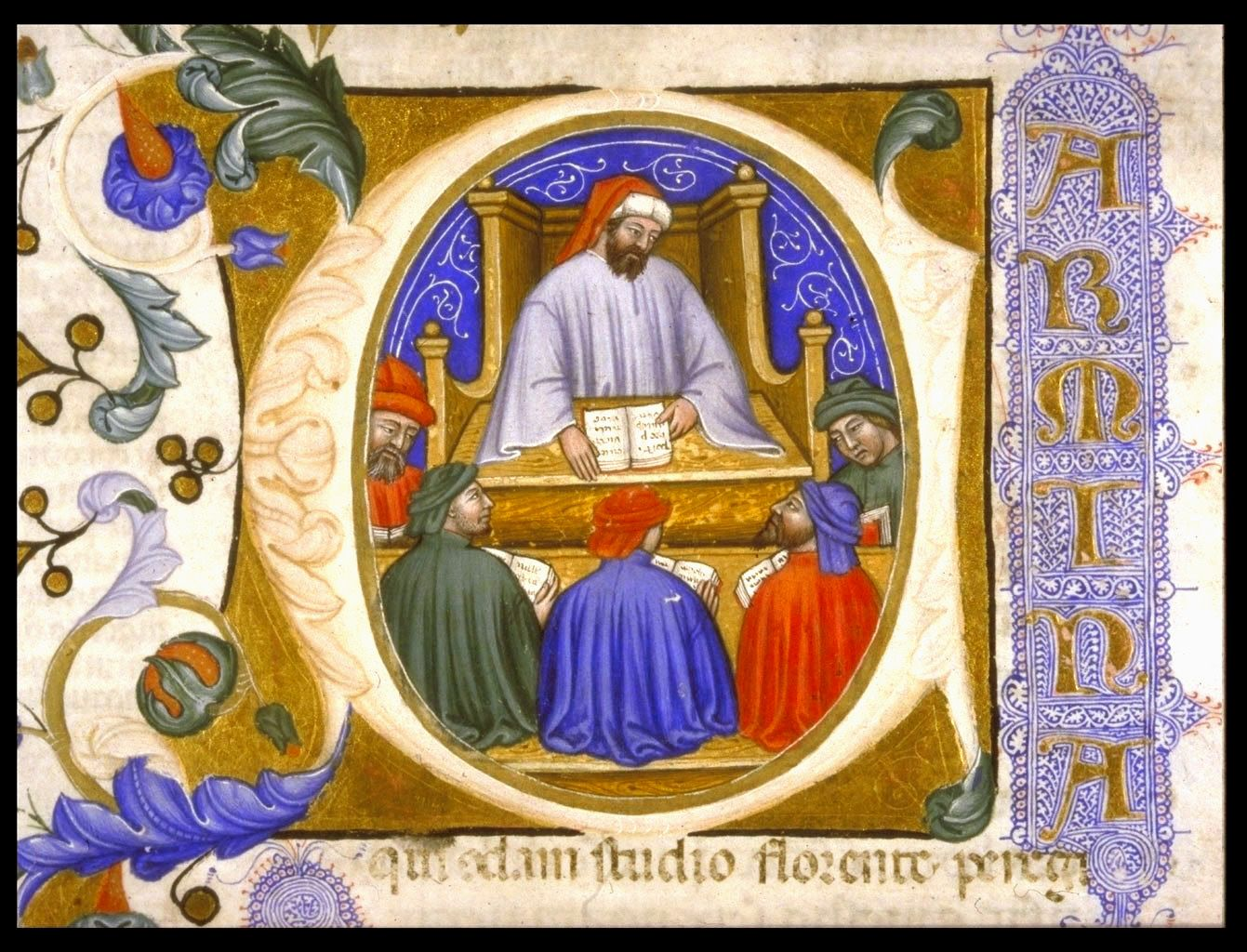
Một bức bích họa vẽ Boetius đang dạy học trò (1385). Boetius, triết gia Thiên Chúa giáo sống vào thế kỷ thứ 6 đã giúp lưu giữ các tác phẩm cổ điển thời nước Ý hậu La Mã.

Khi đế chế Lã Mã phương Tây suy yếu, các truyền thống La Mã đã được gìn giữ nhờ công lao của các tác giả như Cassiodorus, Anicius Manlius Severinus Boethius, và Quintus Aurelius Symmachus. Nghệ thuật tự do nở rộ tại Ravenna dưới thời Theodoric Đại Đế, còn các vị vua Gô -tíc dùng rất nhiều bậc thầy về thuật hùng biện và ngữ pháp. Vài trường dạy sáng tác thi ca vẫn còn lại đến ngày nay ở Ý, trong đó các học giả nổi tiếng gồm: Magnus Felix Ennodius (một nhà thơ ngoại đạo), Arator, Venantius Fortunatus, nhà ngữ pháp học Felix, Peter của Pisa, Paulinus của Aquileia, và nhiều người khác.
Những người Ý quan tâm đến thần học đều hướng đến Paris. Những người ở lại đều bị việc nghiên cứu luật La Mã hấp dẫn. Điều này là nền tảng cho sự ra đời của các trường đại học vào thời Trung Cổ sau này: Bologna, Padua, Vicenza, Naples, Salerno, Modena và Parma. Các trường này đóng góp vào việc phổ biến văn hóa, chuẩn bị nền tảng cho văn học bản xứ phát triển. Các truyền thống cổ điển không bị mất đi, mà kết hợp cùng các ảnh hưởng quá khứ của La Mã, thiên hướng chính trị và sự thực hành các lý luận đã tạo nên sự phát triển cho văn học Ý.

## Văn học thời thượng Trung cổ

### Người hát rong
Truyền thống văn chương bản xứ sớm nhất ở Ý được viết bằng tiếng Occita, một ngôn ngữ được nói ở các vùng miền tây bắc nước Ý. Truyền thống thi ca (thơ có đệm nhạc) nở rộ tại Poitou vào đầu thế kỷ 12 và lan ra miền nam và miền đông, cuối cùng đến Ý vào cuối thế kỷ đó. Những người hát rong đầu tiên ở Ý (tiếng Ý: trovatori), chính là những nhà thơ Occita, đều đến từ nơi khác, nhưng giới quý tộc ở Lombardy vẫn sẵn lòng đỡ đầu cho họ.was ready to patronise them. Không lâu sau đó, người Ý bản xứ đã biết cách dùng thơ nhạc như người Occita để diễn đạt ý tưởng thi vị hơn, dù rằng từ "người Occia" chưa được sử dụng cho đến năm 1300, người ta thích dùng từ "langue d'oc" hoặc "provenzale" hơn.

### Văn bản gốc
- De Sanctis, F., Storia della letteratura italiana. Napoli, Morano, 1870
- Gardner, E. G., The National Idea in Italian Literature, Manchester, 1921
- Momigliano, A., Storia della letteratura italiana. Messina-Milano, Principato, 1936
- Sapegno, N., Compendio di storia della letteratura italiana. La Nuova Italia, 1936–47
- Croce, B., La letteratura italiana per saggi storicamente disposti. Laterza, 1956–60
- Russo, L., Compendio storico della letteratura italiana. Messina-Firenze, D'Anna, 1961
- Petronio, G., Compendio di storia della letteratura italiana. Palermo, Palumbo, 1968
- Asor Rosa, A., Sintesi di storia della letteratura italiana. Firenze, La Nuova Italia, 1986
- AA.VV., Antologia della poesia italiana, ed. C. Segre and C. Ossola. Torino, Einaudi, 1997
- De Rienzo, Giorgio, Breve storia della letteratura italiana. Milano, Tascabili Bompiani, 2006 [1997], ISBN 88-452-4815-1
- Giudice, A., Bruni, G., Problemi e scrittori della letteratura italiana. Torino, 1973
- Bruni F., Testi e documenti. Torino, UTET, 1984
- Bruni, F. L'Italiano nelle regioni. Torino, UTET, 1997
- Ferroni, G, Storia della letteratura italiana, Milano, Mondadori, 2006